# 沼澤新南乳魚
沼澤新南乳魚，為輻鰭魚綱胡瓜魚目南乳魚科新南乳鱼属的其中一種，該物種分布於塔斯馬尼亞島的淡水水域，體長可達11.8公分，屬肉食性，生活習性不明。

## 擴展閱讀
維基物種上的相關：沼澤新南乳魚